# Fonte Nuova
Fonte Nuova település Olaszországban, Lazio régióban, Róma megyében. Lakosainak száma 32 684 fő (2023. január 1.). Fonte Nuova Mentana, Róma, Guidonia Montecelio, Monterotondo és Sant'Angelo Romano községekkel határos.

## Népesség
A település lakossága az elmúlt években az alábbi módon változott:
| Lakosok száma | 32 917 | 33 193 | 32 684 |
|               | 2017   | 2018   | 2023   |